# مركز الفضاء الوطني الدنماركي

شعار مركز الفضاء الوطني الدنماركي.

مركز الفضاء الوطني الدنماركي(الدنماركية:Danmarks Rumcenter, DRC -أنشئ يناير 2005) هو قسم دنماركي متخصص بأبحاث الفضاء وهو تابع لوزارة العلوم، والتقنية والإبداع. ويقع المركز بالعاصمة الدنماركية كوبنهاگن. يحتوي على 105 عامل، 69 منهم باحثون.
أتى المركز نتيجة اتحاد معهد العلوم الفضائية الدنماركي مع قسم الجيوديسيا التابع لـ(المسح الوطني والسجل الأرضي الدنماكي) في 1 يناير 2005.
في 2007 أنضمت الوكالة إلى جامعة الدنمارك التقنية.